# Русков, Милен
Милен Русков (болг. Милен Русков; 20 июня 1966, Бургас, Болгария) — болгарский писатель и переводчик.

## Биография
Выпускник факультета болгарской филологии Софийского университета им. святого Климента Охридского (1995). Работал аспирантом по лингвистике в Болгарской академии наук. С 2001 года — внештатный переводчик с английского языка для различных издательств Болгарии.

## Творчество
Автор нескольких романов. Милен Русков издал свой первый роман в 35-летнем возрасте, но признается, что его любопытство к литературе ещё с юношеских лет дало ему толчок к идее стать писателем.
С момента появления его первого романа «Карманная энциклопедия мистерий» в 2004 году его талант был замечен, и он получил приз за дебют в болгарской фантастике «Южная весна». Книга рассказывает о некоторых европейских оккультных традициях эпохи Возрождения.
В 2008 году ему был присужден приз «ВИК» за лучший роман года за его книгу «Закинутый в природу» о распространении табака в Европе испанским врачом-психиатром доктором Н. Севильей.
На книжной ярмарке во Франкфурте стал обладателем Литературного приза Европейского союза за 2014 год. Данной награды удостаиваются лучшие молодые авторы в Европе. Литературный приз ЕС за 2014 год вручен Милену Рускову за его роман «Возвышение», посвященный периоду болгарского Возрождения. В Болгарии книга награждена Национальной литературной премией им. Христо Данова.
С иронией и тонким чувством юмора Русков создал образы героев, которые раскрывают психологию болгар XIX века. Больше всего этому способствует язык, на котором написана книга. Автор сам называет её «компромиссом между современным строгим правописанием и либеральным возрожденческим хаосом».
Из трех книг Милена Рускова единственно «Возвышение» не может быть переведена на другой язык. Из-за самобытности художественного стиля, её чтение остается привилегией единственно болгарских читателей.
Занимается переводами с английского языка (Джером К. Джером, Томас де Квинси, Сара Уотерс и др.).